# برندا چپمن
برندا چپمن (انگلیسی: Brenda Chapman؛ زادهٔ ۱ نوامبر ۱۹۶۲) یک کارگردان و فیلم‌نامه‌نویس اهل ایالات متحده آمریکا است.
وی بواسطهٔ کارگردانی مشترک فیلم دلیر، محصول دیزنی·پیکسار، اولین زنی است که جایزه اسکار بهترین فیلم پویانمایی را دریافت کرد.